# Sfoglia
Sfoglia é uma folha muito fina de massa de farinha de trigo e ovos e é a base de muitas das massas feitas manualmente na Itália, como os tagliatelle, as massas de folha larga, como a lasanha e os papardelle, e a maioria das massas recheadas (ravioli, tortellini e outras). 
A receita “original” da «sfoglia emiliano-romagnola», incluída na proposta de lei, indica que deve ser usada farinha de grão macio e ovos frescos, na proporção de 100 g de farinha para cada ovo; os ovos devem ser partidos numa cova aberta no monte de farinha e a mistura deve ser feita “rigorosamente” à mão, levando cerca de 20 minutos. A sfoglia é estendida com um rolo-da-massa de madeira sobre uma superfície também de madeira.